# نیوبری (شهر)، ورمونت
نیوبری (به انگلیسی: Newbury) یک منطقهٔ مسکونی در ایالات متحده آمریکا است که در شهرستان اورنج، ورمانت واقع شده‌است.
 نیوبری ۱۶۶٫۹ کیلومتر مربع مساحت و ۲٬۲۱۶ نفر جمعیت دارد و ۲۳۵٫۹۲ متر بالاتر از سطح دریا واقع شده‌است.